# Medaille „1300 Jahre Bulgarien“

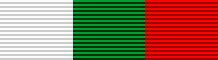

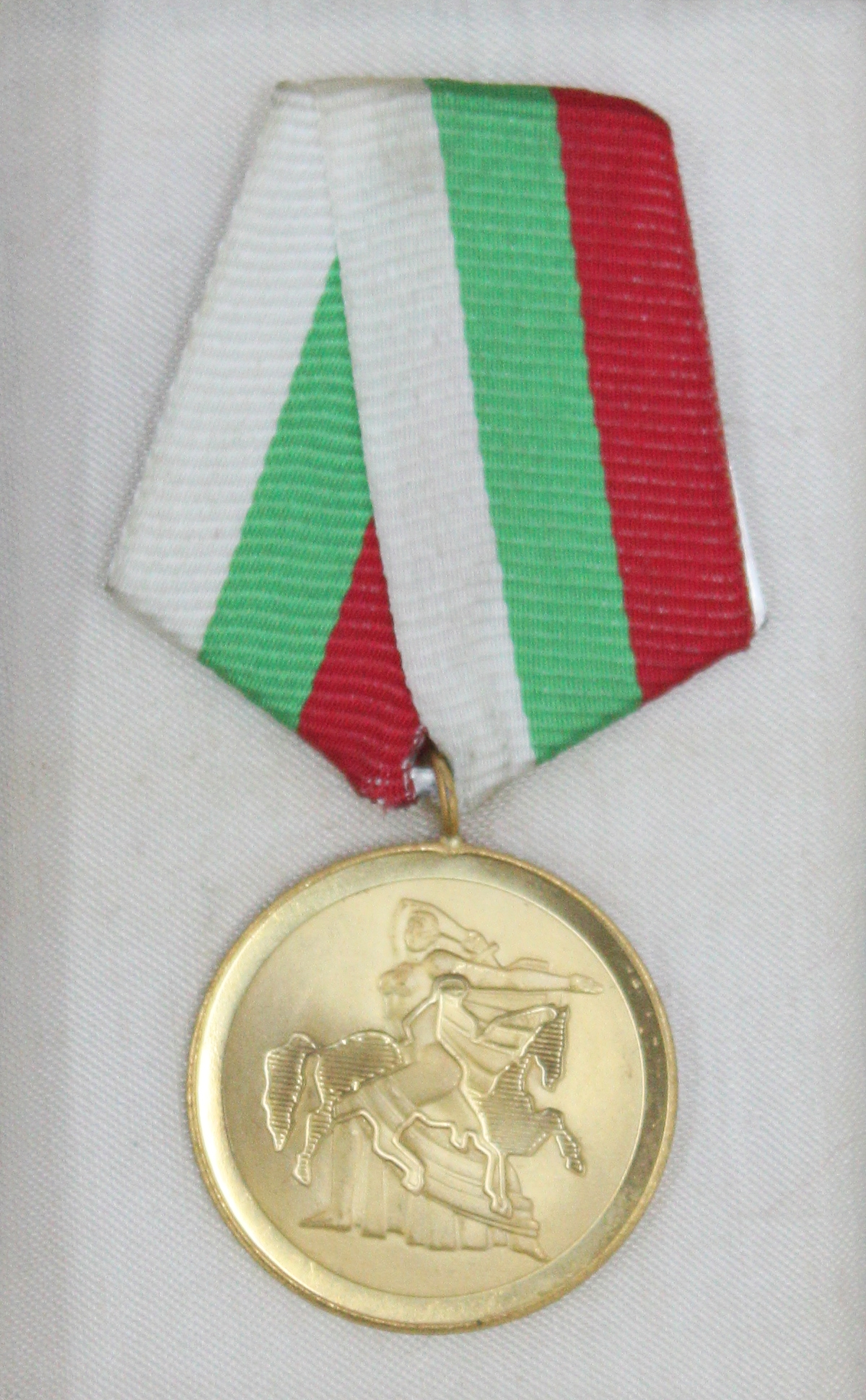
Medaille 1300 Jahre Bulgarien

Die Medaille „1300 Jahre Bulgarien“ (bulgarisch Медал „1300 години България“) ist eine Auszeichnung der Volksrepublik Bulgarien, die per Dekret Nr. 2192 am 16. Oktober 1981 anlässlich der Wiederkehr der bulgarischen Staatsgründung (681 n. Chr.) gestiftet und für Verdienste um das Land vergeben wurde.

## Stufen
Die Auszeichnung besteht lediglich aus einer Stufe, die in zwei Ausführungen an In- wie Ausländer sowie an Institutionen und Organisationen zur Verleihung kam.

## Aussehen
Die runde vergoldete Medaille zeigt auf ihrem Avers mittig das Symbol des Reiters von Madara, eine Frau, die in ihr rechten Hand ein Schwert hält sowie ein dahinter liegendes Ross. Im Revers die dreizeilige Inschrift  1300 / години / България (1300 Jahre Bulgarien). Unter der Inschrift sind zwei zusammengebundene Zweige (recht Lorbeer; links Eichen)  erkennbar. Über dessen Schnittpunkt liegt ein fünfstrahliger Stern.

## Trageweise
Personen erhielten die Medaille mit einem Durchmesser von 32 mm an einem weiß-grün-roten Band, den Nationalfarben Bulgariens und dekorieren die Auszeichnung an der linken oberen Brustseite. Für Institutionen und Organisationen ist es eine nicht tragbare Ausfertigung mit einer Größe von 60 mm.